# Montemayor de Pililla
Montemayor de Pililla is een gemeente in de Spaanse provincie Valladolid in de regio Castilië en León met een oppervlakte van 59,56 km². Montemayor de Pililla telt 910 inwoners (1 januari 2016).